# Sagittariusarmen

Vintergatans spiralarmar.

Sagittariusarmen, även kallad Carina-Sagittariusarmen eller Sagittarius-Carinaarmen är en mellanstor spiralarm i Vintergatan, belägen mellan galaxens centrum och Solsystemets plats i Orionarmen.
En spiralarm är en lång, diffus böjd formation bestående av miljarder stjärnor, som utgår från galaxens centrum. Sagittariusarmen är en av Vintergatans mest framträdande armar, betydligt större än Orionarmen, och innehåller en mängd H II-regioner, unga stjärnor och molekylmoln. Innanför Sagittariusarmen ligger den ännu större Centaurusarmen.
Sagittariusarmen har fått sitt namn av att den sett från Jorden i riktning in mot galaxens centrum är synlig nära stjärnbilden Skytten (Sagittarius).

## Kända objekt
Några kända objekt i Sagittariusarmen är
- Lagunnebulosan
- Örnnebulosan
- Trifidnebulosan
- Skyttens stjärnmoln
- Stjärnan Eta Carinae

### Fotnoter
1. ↑  Johan Kärnfelt (2 december 2010). ”Katalogaria, del 13: Spiralarmarnas julgransljus”. Populär astronomi. http://www.popast.nu/2010/12/katalogaria-del-13-spiralarmar/. Läst 6 september 2015.